# Zygmunt Bocheński
Zygmunt Maria Krzysztof Bocheński (ur. 25 lipca 1935 w Zakopanem, zm. 28 listopada 2009 w Krakowie) – polski ornitolog i paleontolog.

## Życiorys
Syn historyków sztuki Zbigniewa Bocheńskiego i Anny Misiąg-Bocheńskiej.
Zygmunt Bocheński magisterium uzyskał w 1957 roku na Uniwersytecie Jagiellońskim. Doktoryzował się w 1961 roku, w 1974 uzyskał habilitację, a w 1983 roku tytuł profesora. Od 1959 do 2006 pracował w Instytucie Systematyki i Ewolucji Zwierząt Polskiej Akademii Nauk w Krakowie. W latach 1985–2007 był redaktorem naczelnym czasopisma naukowego „Acta Zoologica Cracoviensia”. Jest autorem ponad 170 publikacji, dotyczących głównie ptaków trzeciorzędu, biologii gniazdowania ptaków środkowoeuropejskich oraz faunistyki ekologicznej. W 1970 r. we wspomnianych „Acta Zoologica Cracoviensia” opublikował cenną monografię Ptaki Babiej Góry. Jedną z jego najbardziej znaczących prac z zakresu paleontologii jest Birds of the Younger Quarternaty of Poland (pol. Ptaki młodszego czwartorzędu Polski). Odznaczony został m.in. Krzyżem Kawalerskim Orderu Odrodzenia Polski i Złotą Odznaką „Za zasługi dla Ziemi Krakowskiej”.
W latach 60. w Instytucie Systematyki i Ewolucji Zwierząt Bocheński zaczął zbierać szkielety ptaków – w 2009 roku kolekcja ta liczyła około 5000 skatalogowanych okazów i była największym w Polsce i jednym z największych w Europie Środkowo-Wschodniej zbiorów tego typu.
Bocheński uczestniczył w opisaniu pięciu gatunków wymarłych ptaków, m.in. wraz z synem Zbigniewem nazwał oligoceńskiego kolibra Eurotrochilus noniewiczi, którego skamieniałości odnaleziono w okolicach Jasła.
Pochowany został 3 grudnia 2009 na cmentarzu Salwatorskim w Krakowie.